# Horn-Lehe
Horn-Lehe este un sector în orașul hanseatic Bremen, Germania. 
In sector se află o universitate a grădinii botanice și „Universum (Science Center)” o prezentare pe o suprafață de 4000 m² a explorărilor cosmosului făcute de om.

## Galerie de imagini

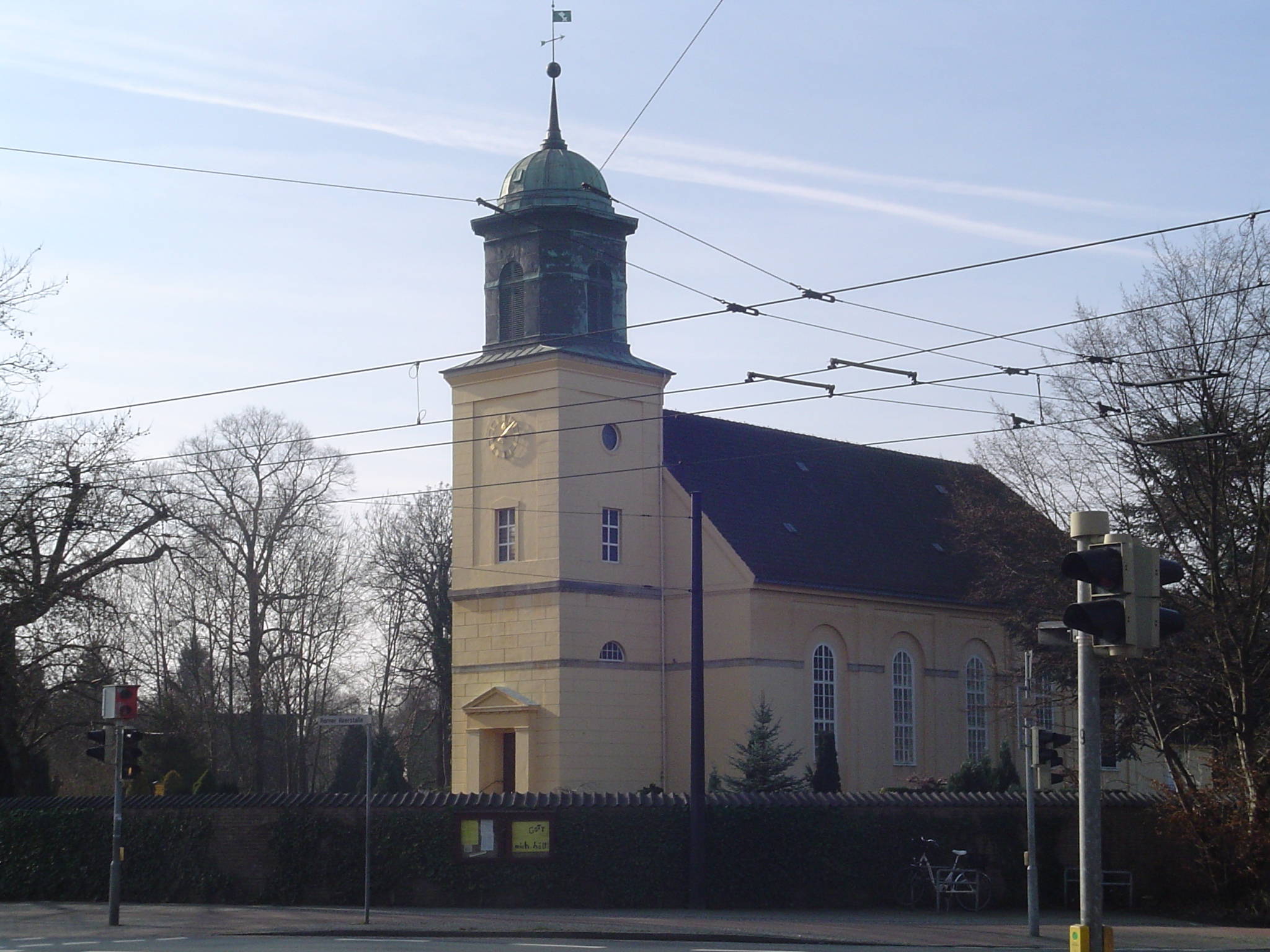
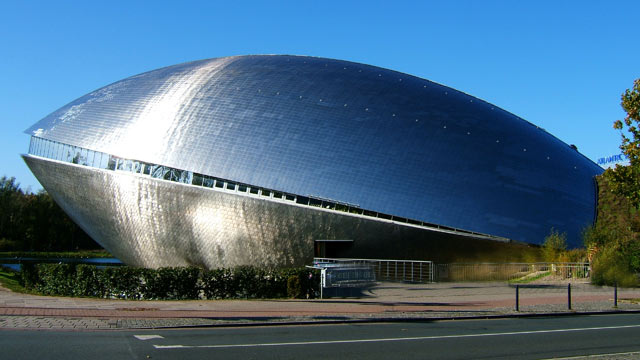
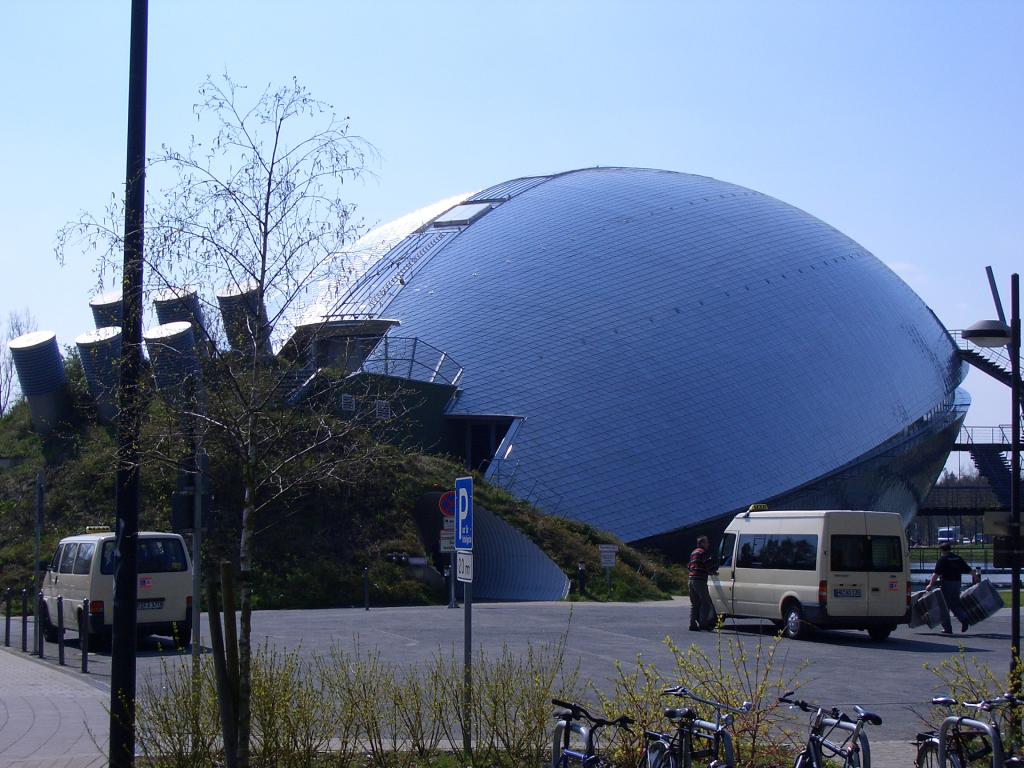
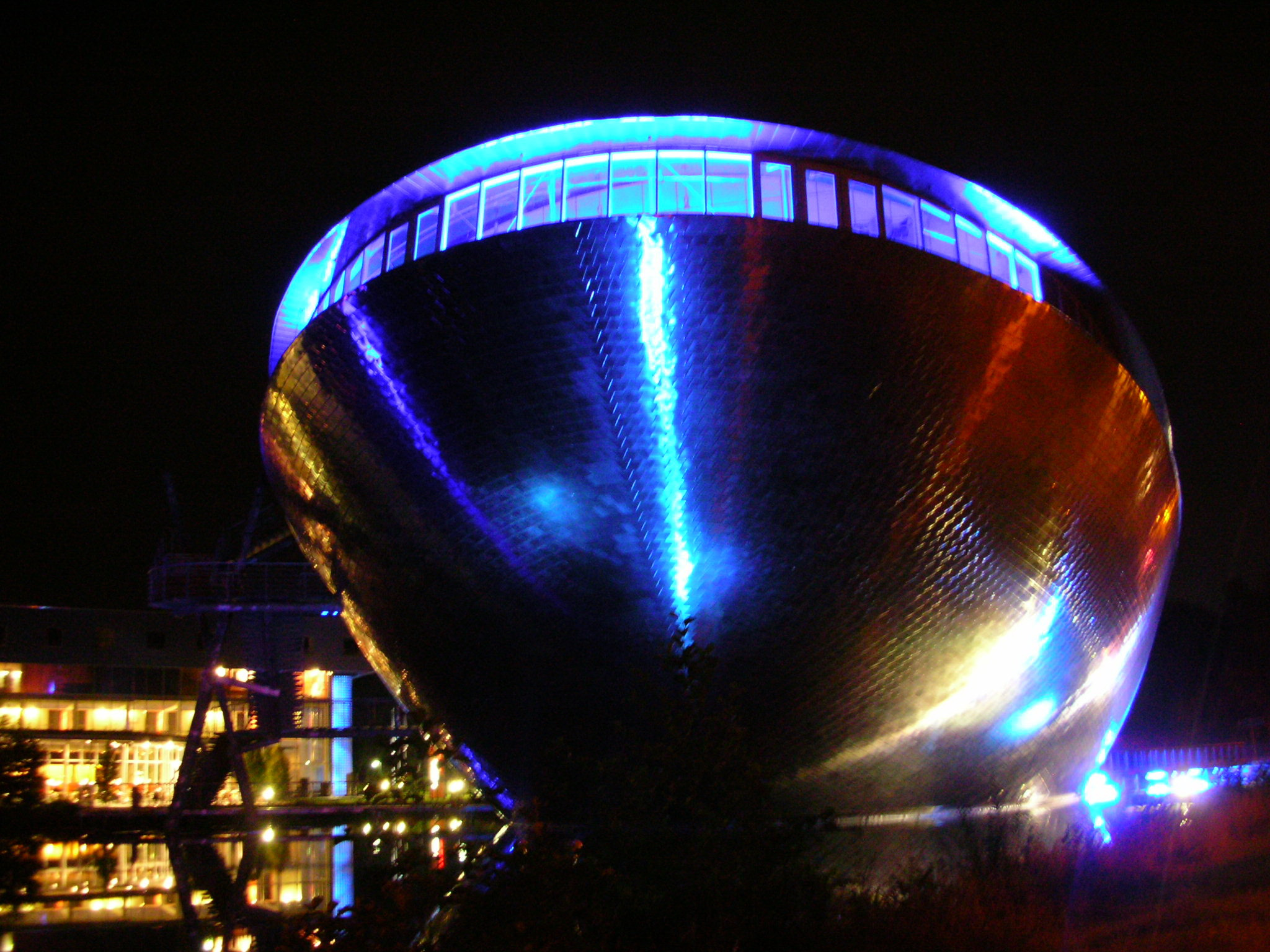